# Líně
Líně település Csehországban, a Észak-plzeňi járásban. Líně Nová Ves, Plzeň, Úherce, Nýřany, Zbůch, Vejprnice és Tlučná településekkel határos. Lakosainak száma 2877 fő (2024. január 1.).

## Népesség
A település lakosságának változását az alábbi diagram mutatja:
| Lakosok száma | 379  | 1875 | 3127 | 3068 | 2475 | 2420 | 2587 | 2709 | 2786 | 2877 |
|               | 1869 | 1900 | 1921 | 1961 | 1980 | 2011 | 2016 | 2019 | 2021 | 2024 |